# Jason James
Jason 'Jay' James (ur. 13 stycznia 1981 w Bridgend) – walijski basista. Były członek metalcorowej grupy Bullet for My Valentine. Gra również na perkusji. Funkcję basisty przejął po Nicku Crandle'u, który opuścił zespół.

## Instrumentarium
- Ernie Ball Music Man Bongo Bass[3]
- Sandberg Terra Bass[3]
- Ampeg SVT Classic[3]
- Mesa Boogie Big Block Amps[3]
- Mesa Boogie 8x10 and 4x10 cabinets[3]
- MXR Bass DI+ M-80 Box[3]
- Furman Power Conditioner[3]
- Korg DTR Rack Tuner[3]
- Morley ABY Box[3]
- Avalon Direct Box[3]